# سابیته
سابیته (به اسپانیایی: Sabiote) یکی از دهستان‌های استان خائن در کشور اسپانیا است. این شهر با مساحت ۱۱۲٫۳ کیلومتر مربع، ۴۲۲۹ تن جمعیت دارد.